# Bordżomsko-Charagaulski Park Narodowy
Bordżomsko-Charagaulski Park Narodowy (gruz. ბორჯომ-ხარაგაულის ეროვნული პარკი, Bordżom-Charagaulis Erownuli Parki) – gruziński park narodowy. Jeden z największych w Europie, usytuowany w centralnej Gruzji (Mały Kaukaz), na południowy zachód od Tbilisi. Powierzchnia parku wynosi 850,83 kilometrów kwadratowych, co stanowi ponad 1,2% terytorium Gruzji. Rozciąga się między miastami Bordżomi i Charagauli. Park został założony w 1995 roku z pomocą funduszy World Wide Fund for Nature oraz rządu Niemiec, a otwarcie nastąpiło w 2001 roku.